# Kissane
Kissane (franska: Kissane (CR), Kissane (Commune Rurale), arabiska: بني سنوس) är en kommun i Marocko.   Den ligger i provinsen Taounate och regionen Fès-Meknès, i den nordöstra delen av landet, 180 km öster om huvudstaden Rabat. Antalet invånare är 13 712.